# Héctor Roquel
Héctor Alberto «Pirincho» Roquel (Puerto Santa Cruz, 28 de octubre de 1949-Buenos Aires, 27 de febrero de 2018) fue un político argentino integrante de la Unión Cívica Radical, intendente de Río Gallegos y representó a la provincia de Santa Cruz como diputado Nacional en el Congreso de la Nación Argentina.

## Carrera
Durante la última dictadura militar denominada Proceso de Reorganización Nacional fue el interventor del municipio de Comandante Luis Piedrabuena, en Santa Cruz, cargo en el que permaneció durante toda la dictadura antes de ocupar la intendencia de Río Gallegos.
Fue concejal por la U.C.R y dos veces intendente de Río Gallegos. La primera vez, durante la última dictadura militar. En el municipio, lanzó el programa de estacionamiento medido que privatizó el sistema de estacionamiento.Fue investigado dentro de la Cámara de Diputados santacruceña por incompatibilidad, dado que es diputado, debe legislar sobre minería y tiene una empresa que presta servicios mineros al mismo tiempo que integraba la Comisión de Minería de la Legislatura provincial. Fue denunciado por amedrentar a trabajadores municipales.
A lo largo de su segunda gestión municipal, tuvo dos paros parciales de empleados municipales, uno en 2007 y el otro en 2009, que afectó principalmente la recolección de basura en la ciudad.el intendente Héctor Roquel  enfrentó una crisis política de envergadura desde que declaró la emergencia económica, financiera y administrativa en el municipio, durante su mandato decreto la  declaración de emergencia emergencia económica, lo que llevó a revisar y refinanciar todos los contratos y convenios con proveedores de obras y servicios públicos.
El 3 de julio de 2011 encabezó la lista para Diputados Provinciales, haciendo la peor elección de la U.C.R. en la historia provincial, donde el partido solo ganaría dos escaños sobre 24, con solo el 23,24% de votos, siendo reelecto Diputado Provincial en 2015 por Santa Cruz en el Congreso de la Nación Argentina por la Unión Cívica Radical (dentro de Cambiemos)
Ese mismo año Jorge Costa, segundo vocal titular e integrante de la Junta Electoral de Las Heras, denuncio irregularidades en las internas del partido radical que eligió lista de diputado provincial tras denunciarse a decenas de afiliados fantasmas, actas duplicadas y "patotas" en el comite radical que estarían vinculadas a Raquel y el diputado Eduardo Costa La oposición también criticaría la habilitación de wiskerias y casas de juego que funcionaban como prostíbulos
En marzo de 2016 junto a otros integrantes de Cambiemos con un cartel género controversias al negarse a repudiar el terrorismo de Estado, y posar con un cartel donde tildaba de “negocios” los Derechos Humanos, reivindicando la teoría de los dos demonios.Ese mismo año fue denunciado por participar en un ataque contra el domicilio de la expresidente en Río Gallegos.